# پروبشتسلا
پروبشتسلا (به آلمانی: Probstzella) یک شهر در آلمان است که در زارفلد-رودلشتات واقع شده‌است. پروبشتسلا ۳٬۵۸۸ نفر جمعیت دارد.